# Accademia degli Umoristi
Die Accademia degli Umoristi war eine italienische Akademie des 17. Jahrhunderts mit Sitz in Rom.

## Geschichte

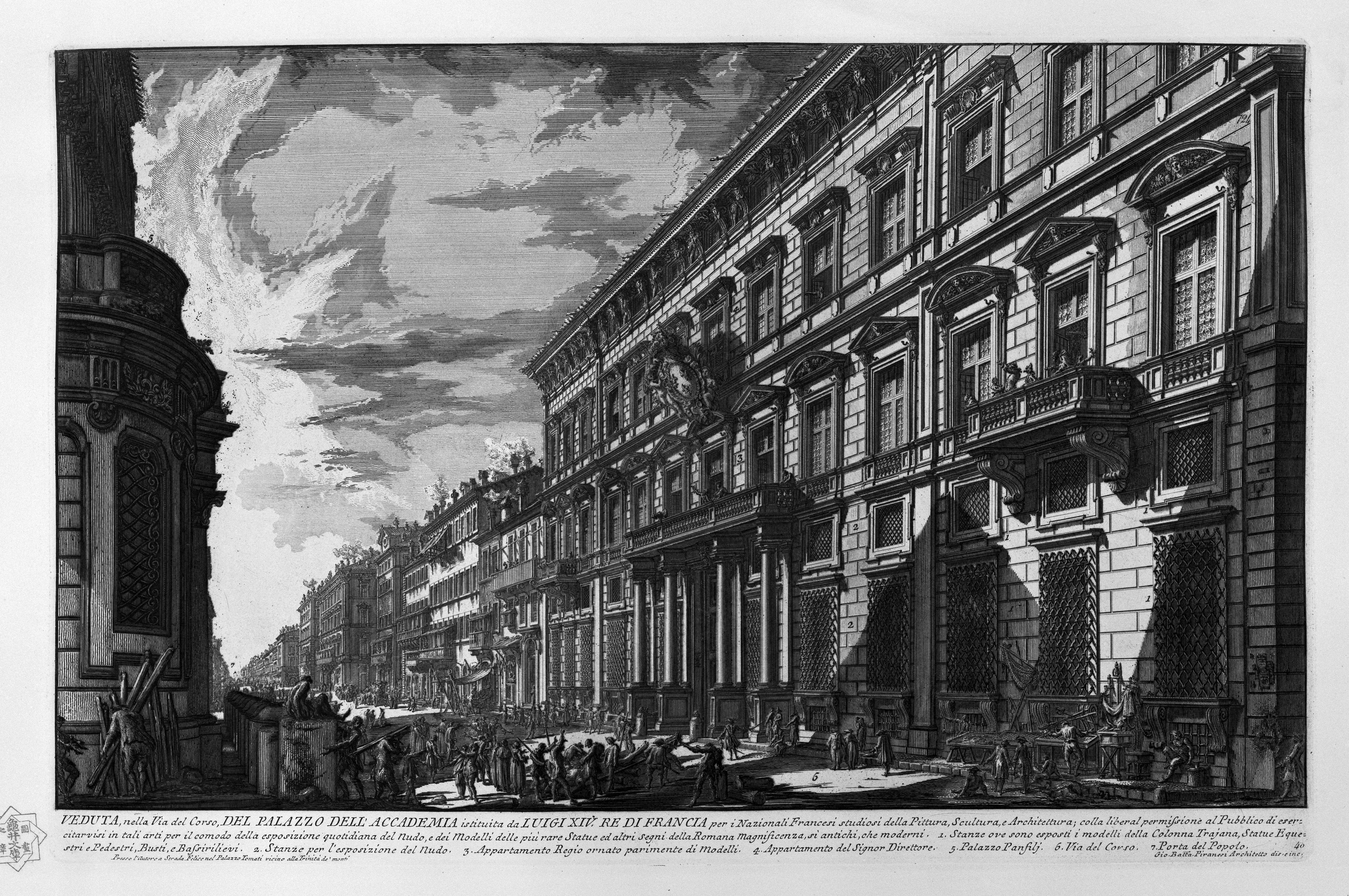
Palazzo Mancini am Corso in Rom, Sitz der Accademia degli Umoristi; Stich von Giovanni Piranesi

Die Gründung der Accademia geht auf den 7. Februar 1600, den Hochzeitstag von Paolo Mancini mit Vittoria Capozzi, zurück. An diesem Tag trafen sich Literaten und Kleriker, die der Kurie nahestanden und unterhielten einander mit Reimen, Gelegenheitsversen und Gesprächen über Kunst und Literatur. Aus ihnen konstituierte sich drei Jahre später unter Führung Mancinis die Accademia degli Umoristi, Sitz der Gesellschaft wurde der Palazzo Mancini.
Unter den römischen Akademien in der ersten Hälfte des 17. Jahrhunderts, die wie kaum eine andere Institution das intellektuelle Leben in Rom regulierten, nahm die Accademia degli Humoristi eine herausragende Stellung ein, insofern nämlich in ihr die offizielle kuriale Geisteskultur der Zeit zum Ausdruck kam. Dieser Umstand verdankte sich der Protektion durch einige sehr ranghohe Mitglieder, unter denen sich auch Maffeo, Francesco und Antonio Barberini finden. Neben der Accademia dei Lincei des Fürsten Federico Cesi, die eine im engeren Sinne naturwissenschaftliche Forschung mit deutlich antiaristotelischer Tendenz förderte, unter deren Schutz Galilei seine astronomischen Erkundungen betrieb, umgriffen die Humoristen das Feld der vielfältigen Gelehrsamkeit, die hier insbesondere die Dichtkunst, Musik und Malerei einschloss. Es handelte sich also um jenen Typus gelehrter Gesellschaften, dessen grammatische Gestalt Aulus Gellius anlässlich der „quaestiunculae symposiacae“ des Philosophen Tauros in Athen ausführlich erläutert hatte.
Seit ihrer Gründung durch den römischen Patrizier Paolo Mancini († 1635), in dessen Palazzo am Corso die Sitzungen der Akademie stattfanden, gehörte der Accademia degli Humoristi eine große Zahl von Gelehrten an, unter denen wir nur die folgenden hervorheben: der Orientalist Pietro della Valle, die Dichter Giambattista Marino, Alessandro Tassoni und Giovanni Battista Guarini, der pro-französische (Ex-Jesuit) und berühmte Rhetor Agostino Mascardi, der Gelehrte und Pindar-Übersetzer Paganino Gaudenzi, Gabriel Naudé und Jules Mazarin. Unter den Mitgründern finden sich neben Pietro della Valle der Kardinal Antonio Caetani und der mit den Barberini eng vertraute Giovanni Vittorio Rossi, genannt Eritreo (Erythraeus), der sich durch seine Pinacotheca berühmter Gelehrter eigenen Ruhm erworben hatte. Der Streit um Marinos Adone, der 1624 offiziell inkriminiert wurde, führte bereits 1607/1608 zur Gründung der gegen die Humoristen gerichteten Accademia degli Ordinati, deren Vorsitz ihr Gründer Giulio Strozzi (1583–1652) innehatte. Auf diese Weise konnte sich unter den Humoristen eine markante marinistische Tendenz halten.
Gegen 1670 stellte die Accademia ihre Aktivitäten ein. Papst Clemens XI. (Giovanni Francesco Albani), der in seiner Jugend Mitglied war, versuchte 1717 die Gesellschaft wieder zu beleben, die entsprechenden Bemühungen seines Neffen Alessandro Albani verliefen jedoch im Sande.

## Imprese
Die Imprese der Akademie, mit der ihre Prinzipien visualisiert werden sollen, setzt sich aus einem Bild und einer Devise zusammen. Die Devise REDIT AGMINE DULCI ist dem Lehrgedicht De rerum natura des römischen Dichters Lucrez entnommen und heißt in einer zeitgenössischen Übersetzung „Mit süßer Macht es wieder tropft“.
Das Bild zeigt ein bewegtes Meer, aus dem Dunst emporsteigt, der eine Wolke bildet, aus dem Regen fällt. Das Bild bedeutet nach der Interpretation des Kunsthistorikers Michele Frazzi, „dass die Sonne als Symbol göttlicher Kraft Salzwasser in Regen verwandelt, das heißt ungenießbares Wasser in süßes Trinkwasser, das sich über die Erde ergießt, um die Welt zu verbessern“.
Über die Imprese wurde unter den Akademikern heftig diskutiert, Akademiemitglied Girolamo Aleandro verfasste drei kurze Diskurse zum Thema.

## Mitglieder
- Papst Alexander VII.
- Alessandro Albani
- Girolamo Aleandro
- Tommaso Aversa
- Leonora Baroni
- Baldassare Bonifacio
- Francesco Bracciolini
- Antonio Bruni
- Jean Chapelain
- Jacopo Cicognini
- Papst Clemens VIII.
- Papst Clemens XI.
- Cassiano dal Pozzo
- Pietro Della Valle
- Francesco Della Valle
- Giovanni Battista Doni
- Nicolas-Claude Fabri de Peiresc
- Porfirio Feliciano
- Paganino Gaudenzi
- Vincenzo Gramigna
- Giovanni Battista Guarini
- Lelio Guidiccioni
- Pierre Hévin
- Lucas Holstenius
- Fabio Leonida
- Paolo Mancini
- Prospero Mandosio
- Giovanni Battista Marino
- Agostino Mascardi
- Gabriel Naudé
- Pietro Sforza Pallavicino
- Girolamo Preti
- Antonio Querenghi
- Gian Vittorio Rossi
- Margherita Sarrocchi
- Agazio di Somma
- Alessandro Tassoni
- Bartolomeo Tortoletti
- Vincent Voiture